# Modeltrein

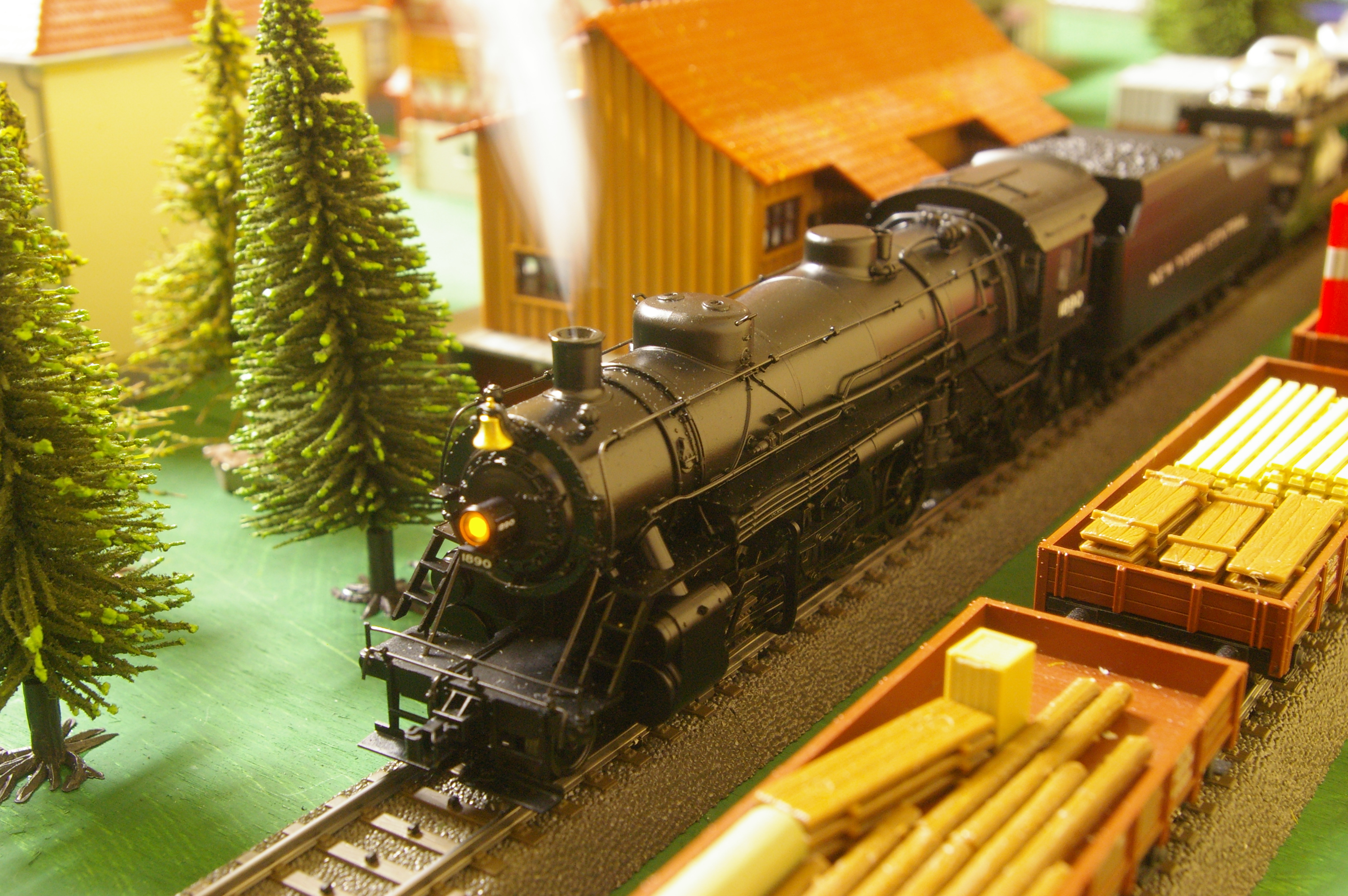
Märklin modellocomotief

Een modeltrein is een schaalmodel van een trein en de bouw ervan is derhalve een vorm van modelbouw. Het bouwen van modellen van spoormaterieel en spoorwegen is in de loop van de negentiende eeuw ontstaan en werd in de decennia na de Tweede Wereldoorlog een populaire hobby onder meestal mannen en kinderen, die meestal binnenshuis plaatsvond. Het bouwen van treinmodellen en spoorbanen werd steeds geavanceerder en omvattender, resulterend in complete nagebootste modellandschappen en modelsteden, die computermatig bestuurd kunnen worden. Er zijn verschillende schalen, typen en merken ontwikkeld.

## Schalen

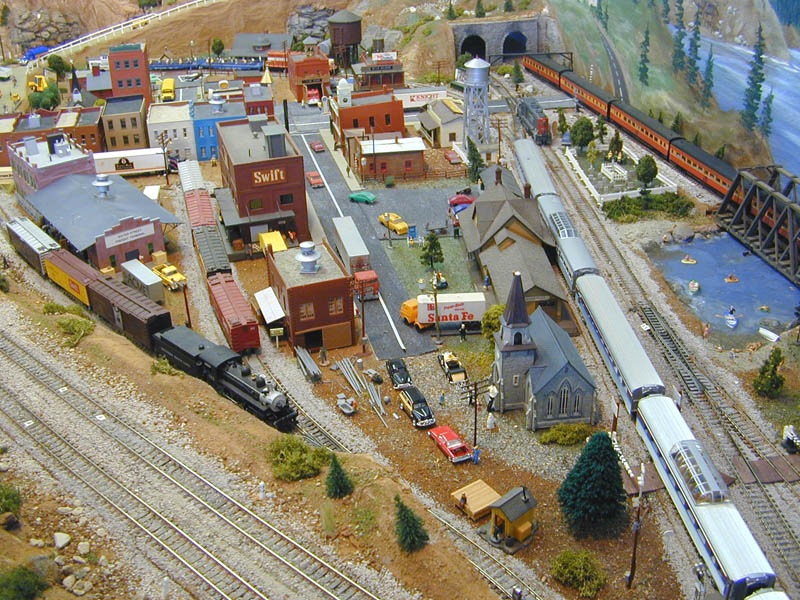
Modelbaan in H0-schaal

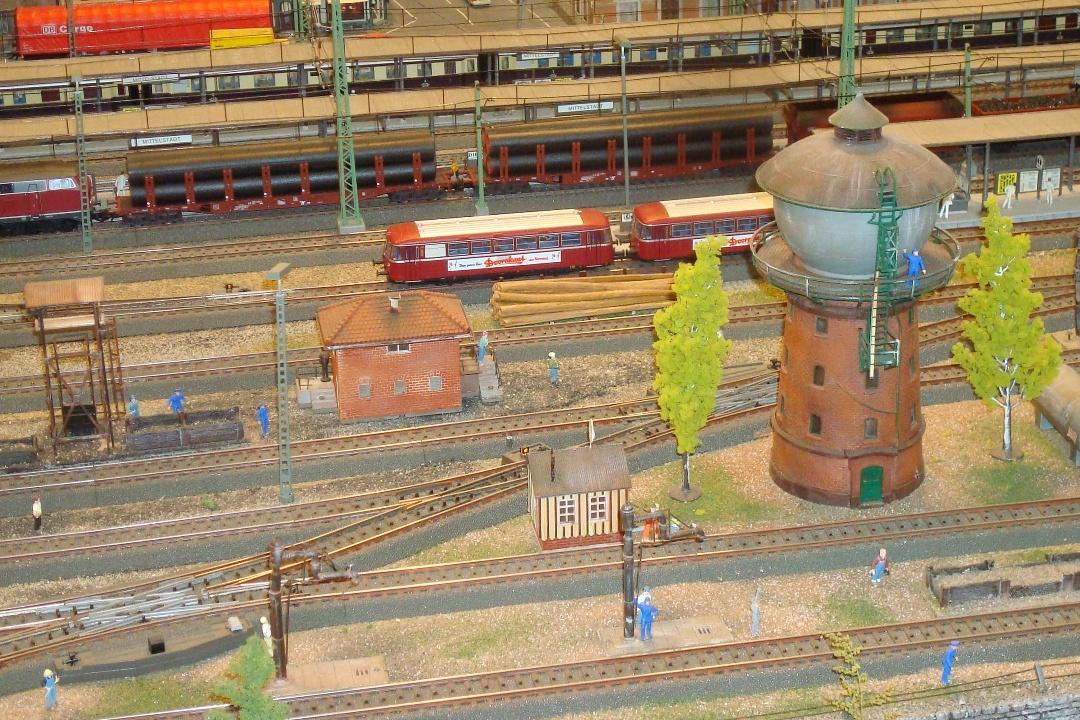
Märklin modelbaan in H0 met C-rails

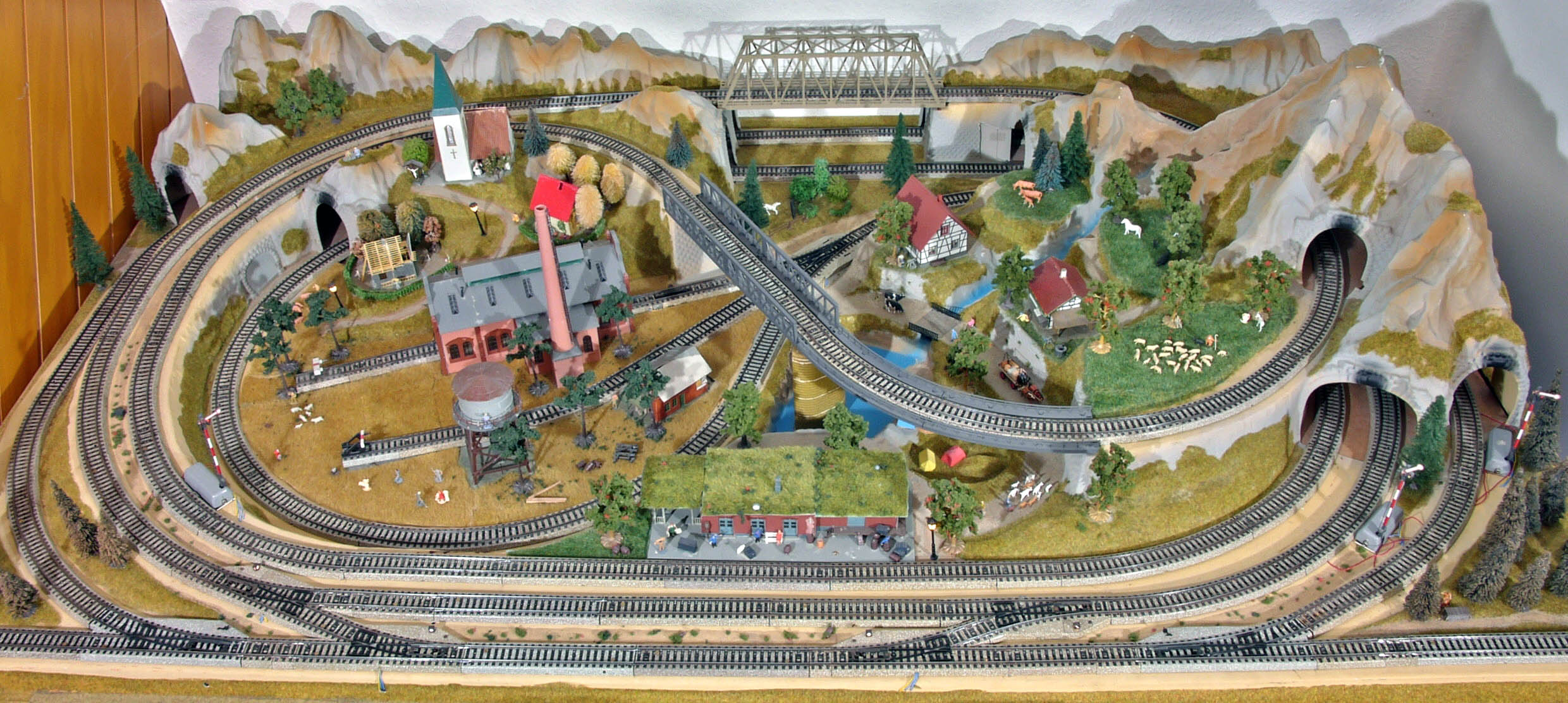
Noch modelbaan in H0 met Märklin M-rails

Voor modeltreinen worden diverse schaalverhoudingen gebruikt. De meeste schalen hebben een aanduiding in de vorm van een letter, een cijfer of een combinatie daarvan. De grote schalen hebben doorgaans een cijfer, de kleinere een letter. De schaal H0 (wat half nul betekent) vormt een overgang in dit systeem. Smalspoorvarianten van bepaalde schalen hebben vaak een e, f of een m als toevoeging.
De meest voorkomende schaal is H0 (half nul), de verhouding hiervan is 1:87. Daarnaast kent de N-schaal (1:160) veel aanhangers. Wisselstroomsystemen zijn uitsluitend in H0 te vinden. Gelijkstroomsystemen komen zowel in H0 als in de N-schaal voor. Naast genoemde schalen vallen nog de oorspronkelijke 0-schaal te noemen en de kleinere schaal Z. Schaal II of G is verkrijgbaar als tuinspoor dat bestand is tegen alle weersomstandigheden. Een fabrikant van dit tuinspoor is Lehmann Gartenbahn (LGB).
Voor de nog grotere schalen geeft men de spoorwijdte aan in inches ("duim"). Er zijn maten als 3½", 5", 7¼" en nog groter. De maatstaven zijn dan respectievelijk 1:16, 1:11, 1:8. Deze grotere locomotieven kunnen worden aangedreven met verbrandingsmotoren of elektromotoren, maar soms wordt stoom gebruikt die gemaakt wordt in een met kolenstook of gas verwarmde stoomketel. Overigens bestaan ook in spoor II modellocomotieven aangedreven door stoom. Ze zijn aanmerkelijk duurder dan de elektrisch aangedreven modellen. De kleinere schalen zijn over het algemeen alleen leverbaar met elektrische aandrijving.

### Ruimte
Het is praktisch onmogelijk het werkelijke spoorwegbedrijf realistisch na te bouwen.
De oudste spoorlijn van Nederland, van Amsterdam naar Haarlem, is ongeveer 20 km lang. Op de kleinste schaal T zou hiervoor een afstand van 44 meter nodig zijn. Een boog met een straal van 500 meter heeft op schaal een middellijn van ruim twee meter. Een trein kan een paar honderd meter lang zijn en een perron dus ook, op schaal wordt dat minstens 50 cm.
Om die reden is het commercieel verkrijgbare materieel niet precies op schaal. Een sneltreinrijtuig is korter dan het zou moeten zijn en een modeltrein bestaat meestal uit veel minder rijtuigen dan in het grootbedrijf. Hetzelfde geldt voor de rails: een boog is veel krapper dan in het echt en de wissels maken scherpere hoeken.
Op een dergelijke schaal is het niet interessant een trein, zoals in het grootbedrijf gebeurt, tussen twee stations heen en weer te laten rijden. Men legt een rondlopend spoor aan, meestal ovaal genoemd, waarop een trein rondjes kan rijden.

## Tijdperken
Om een indeling in tijdvakken te maken is in 1968 het tijdperken-systeem bedacht. Dit is gebaseerd op de Duitse geschiedenis. Hierdoor is een realistische indeling van treinen, gebouwen, auto's, etc. mogelijk. De tijdperken zijn: I, II, III, IV, V en VI.

Voor de meeste Europese landen, behalve het Verenigd Koningrijk, kunnen de tijdperken kort samengevat worden zoals hieronder.
- I, van 1835 tot ongeveer 1920:

- ontwikkeling van spoorwegnetten in Europa, voornamelijk onder impuls van regionale commerciële maatschappijen, maar met verbindingen tussen de netwerken met normaalspoor;
- bouw van secundaire spoorlijnen of netwerken met meter- of smalspoorbreedte voor regio's die door de spoorwegen met normaalspoor worden verwaarloosd.
- II, van ongeveer 1920 tot de Tweede Wereldoorlog:

- groeperingen en fusies van regionale maatschappijen tot nationale maatschappijen, op instigatie van regeringen of om economische redenen;
- eerste elektrificatieprogramma's.
- III, tussen 1945 en de UIC hernummering van goederenwagens et reizigersrijtuigen rond 1970:

- geleidelijke vervanging van stoomtractie door dieseltractie;
- verdwijning van de derde klasse;
- ontwikkeling van de elektrificatie van de spoorlijnen;
- verdwijning van de meeste metrische of smalspoor secundaire spoorwegen.
- IV, tussen 1970 en 1990:

- diverse rationalisaties;
- sluiting van lijnen, stopplaatsen en goederenemplacementen;
- modernisering van het rollend materieel;
- V, tussen 1990 en 2005:

- invoering van een nieuwe kleurstelling;
- vermindering van het internationale reizigersverkeer;
- ontwikkeling van internationale hogesnelheidsdiensten;
- opkomst van particuliere exploitanten.
- VI, na 2005:

- toename van het aantal particuliere exploitanten;
- invoering van de 12-cijferige UIC nummering voor locomotieven.

De Britten hebben een andere indeling.
- Era: 1 1804 – 1875 Pioneering
- Era: 2 1875 – 1922 Pre-grouping
- Era: 3 1923 – 1947 The big four – LMS, GWR, LNER and SR
- Era: 4 1948 – 1956 British Railways Early Emblem
- Era: 5 1957 – 1966 British Railways Late Crest
- Era: 6 1967 – 1971 British Railways Blue Pre-TOPS
- Era: 7 1971 – 1982 British Railways Blue TOPS
- Era: 8 1982 – 1994 British Railways Sectorisation
- Era: 9 1995 onwards – Post Privatisation

## Systemen

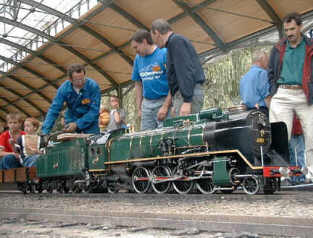
Een stoomloc op schaal 1:8 bij stoomgroep Turnhout

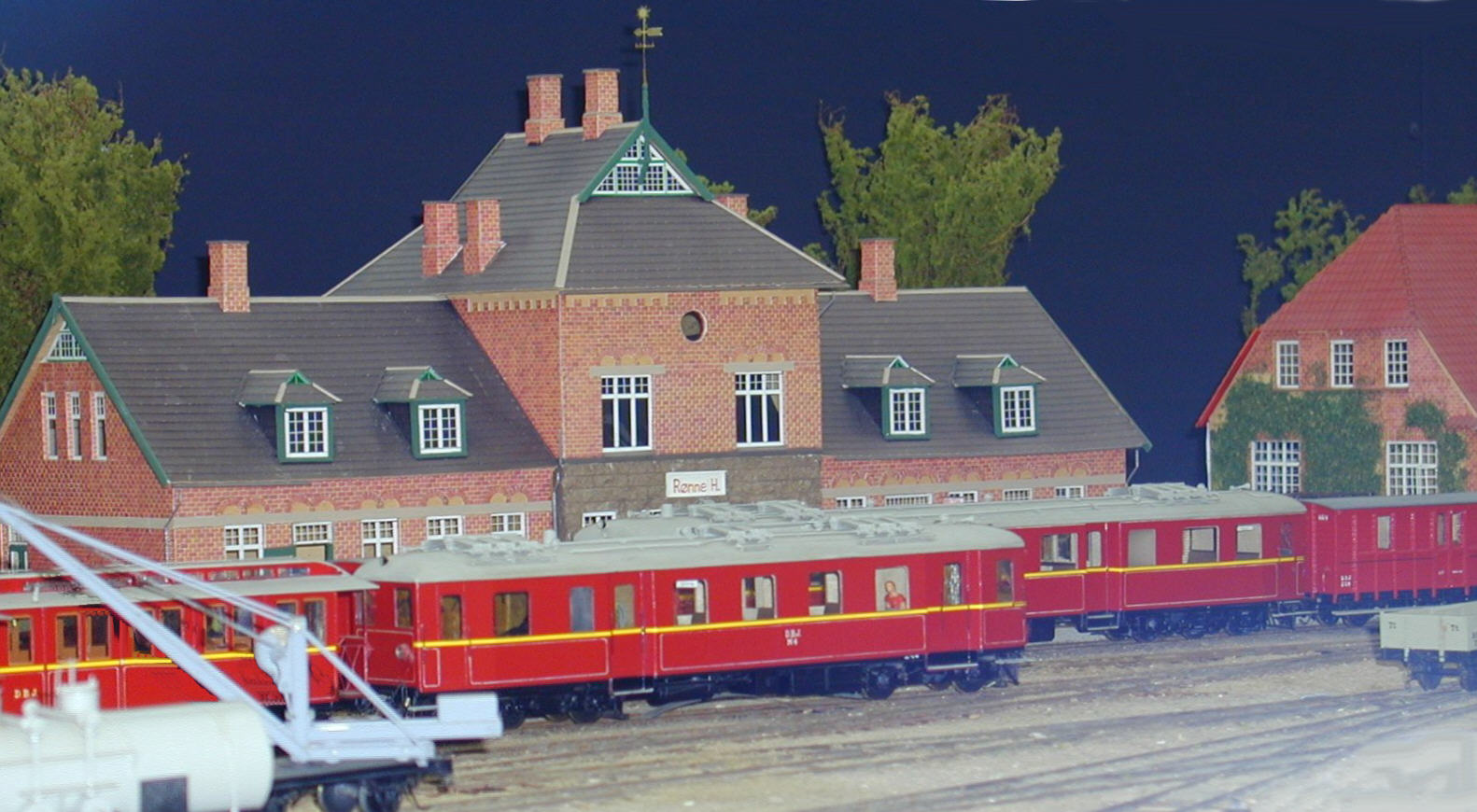
Detail van een modelbaan in een museum te Bornholm

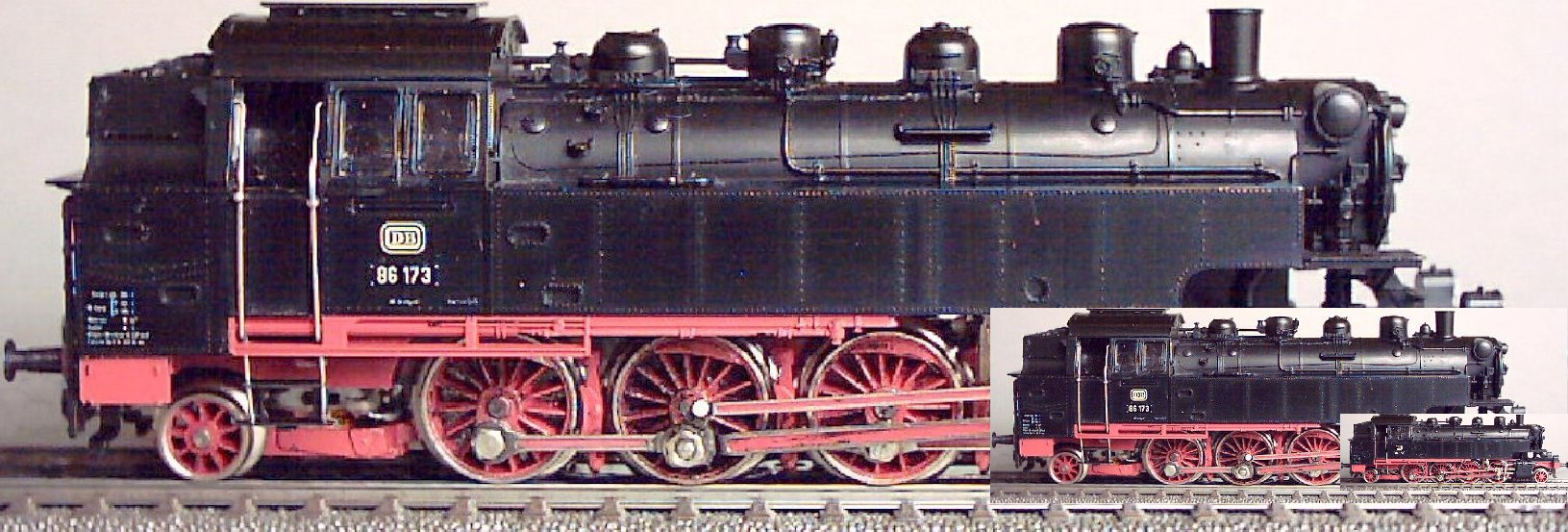
Modellocomotief afgebeeld in schalen 1, H0 en Z

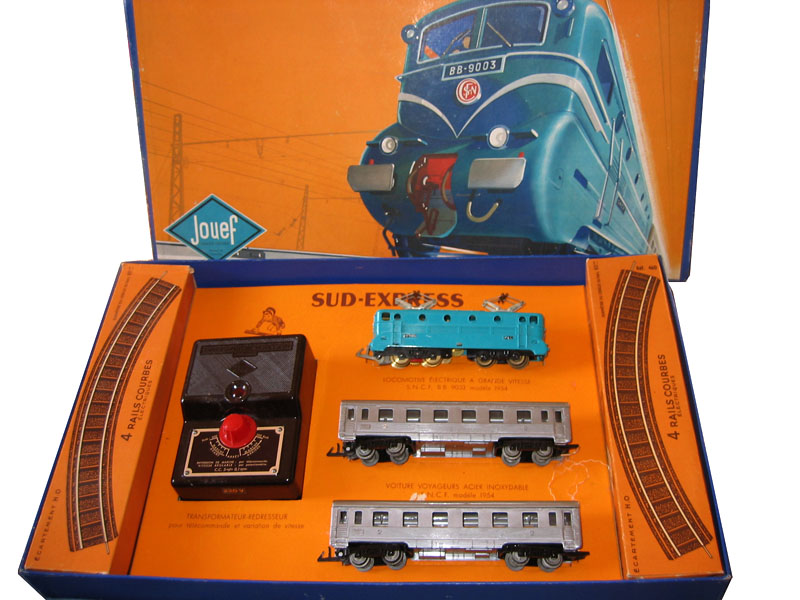
Doos van Jouef met onderdelen

### 2-rail- en 3-railsysteem
Er zijn verschillende systemen voor de elektrische aandrijving van de locomotiefmotoren die niet door elkaar gebruikt kunnen worden: het 2-railsysteem en het 3-railsysteem.
- Bij 2-railvoeding zijn de wielen aan een as elektrisch geïsoleerd ten opzichte van elkaar. Via de beide spoorstaven bereikt de stroom de locomotief.
- Bij 3-railvoeding geschiedt dit via de wielen en een sleepcontact tussen de wielen. Het sleepcontact glijdt over een staaf of een rij puntcontacten tussen de spoorstaven, een derde rail. Dit heeft een cosmetisch nadeel, want bij de echte spoorwegen is er geen derde rail in het midden.
Bij gebruik van 3 rails zijn de twee spoorstaven elektrisch van elkaar geïsoleerd of niet.
  - Zijn de spoorstaven geïsoleerd - en dan zijn de wielen ook van elkaar geïsoleerd - dan kunnen twee treinen onafhankelijk van elkaar op hetzelfde spoor rijden.
  - Zijn de spoorstaven niet geïsoleerd, dan is deze mogelijkheid er niet. Er zijn dan echter andere voordelen.
    - Het is mogelijk om treinen met een contactrail te detecteren. Bij zo'n contactrail is een van de spoorstaven over een afstand van ongeveer 10 cm van de andere geïsoleerd. De trein wordt dan gevoed door de niet-geïsoleerde spoorstaaf en via de wielen wordt er een verbinding gemaakt met de geïsoleerde spoorstaaf.
    - De voeding is bij wissels ononderbroken, want er is altijd een doorlopende rail die voeding levert. Bij de andere systemen kan dit probleem verholpen worden door het puntstuk, afhankelijk van de wisselstand, om te polen, maar eenvoudiger is het als het puntstuk geïsoleerd is en de locomotieven zo lang zijn dat ze altijd wel ergens contact maken.
    - Keerlussen en keerdriehoeken zijn zonder extra voorzieningen probleemloos te realiseren.

Met gebruik van bovenleiding kan een extra trein onafhankelijk op hetzelfde spoor rijden.

### Gelijkstroom, wisselstroom en DCC
Er wordt onderscheid gemaakt tussen gelijkstroom- en wisselstroomsysteem. Bij beide systemen wordt de snelheid van een trein geregeld door de spanning op de baan te variëren. Bij het moderne DCC-systeem is de spanning op het spoor constant.
- Bij gelijkstroom bepaalt de polariteit in welke richting een trein rijdt. Bij 2-railvoeding zonder bovenleiding is de rechterrail positief en is een frontale botsing onmogelijk. (Wel is het mogelijk dat twee treinen een verschillende snelheid hebben zodat een trein door een andere wordt ingehaald.)
- Bij wisselstroom bevat de locomotief een relais dat bekrachtigd wordt door kortstondig een hoge spanning (ca. 24 volt) toe te voeren. Het relais keert dan de rijrichting om.
- De moderne elektronica heeft Digital Command Control (DCC) mogelijk gemaakt. Er wordt nu gereden op wisselstroom (met een hoog vermogen) en opdrachten worden gegeven door de frequentie te variëren. Er kunnen meerdere treinen op hetzelfde spoor rijden: een opdracht die voor een andere trein bestemd is, wordt genegeerd. Er zijn nu mogelijkheden die vanouds ondenkbaar waren. Bijvoorbeeld: 
  - Lichten (binnenverlichting, kop- en sluitseinen) kunnen apart bediend worden en blijven ook branden als de trein stilstaat.
  - Ontkoppelen
  - Stroomafnemers omlaag en omhoog (omhoog natuurlijk alleen bij railvoeding, maar bovenleiding is niet meer nodig om een extra trein te laten rijden).
  - Fluiten en andere realistische geluiden.

### Rijrichting
Er is vaak misverstand over de richting waarin een trein zal rijden.
Stel dat een stoomlocomotief vooruit rijdt (met de ketel voor en de tender achter), naar rechts. De locomotief wordt van het spoor genomen en andersom teruggeplaatst.
- Bij twee rails en gelijkstroom zal de locomotief weer naar rechts rijden, dus dat is nu achteruit.
- Bij wisselstroom en DCC zal de locomotief weer vooruit rijden, dus dat is nu naar links.

Uit het bovenstaande blijkt dat een frontale botsing bij twee rails en gelijkstroom niet mogelijk is. 

### Andere systemen
Er bestaan treinen die op batterijen kunnen rijden. Hierbij is het spoor soms geheel van plastic en er staat geen spanning op de rails. Dit systeem wordt gebruikt bij de startsets voor kinderen. Zo'n startset is goedkoper. Vaak bevatten deze modellen minder scherpe voorwerpen en zijn ze minder gedetailleerd.
Verder bestaan er modellocomotieven die met een stoommachine zijn uitgerust. Men ziet deze alleen op tuinsporen.

## Merken
Vele merken hebben hun bakermat in Duitsland, Verenigde Staten, het Verenigd Koninkrijk, Frankrijk en Italië. Van oorsprong komen hier bijvoorbeeld de treinen van Märklin, Fleischmann, Trix, Piko, Hornby Railways, Lima en Jouef vandaan. Veel producenten laten inmiddels een deel van hun productie in Oost-Europa en Oost-Azië fabriceren. Een andere trend is dat veel merken zijn overgenomen door enkele grotere fabrikanten. De grootste fabrikanten zijn Modelleisenbahn Holding (met de merken Fleischmann en Roco), Gebr. Märklin & Cie GmbH (met de merken Märklin, Trix en LGB) en Hornby International (met de merken Arnold, Electrotren, Hornby, Jouef, Lima en Rivarossi). Andere grotere merken zijn Brawa, Liliput (overgenomen door Bachmann) en ViTrain. Daarnaast zijn er naast kleinere aanbieders nog Britse, Japanse en Amerikaanse merken, evenals sommige (peperdure) Zwitserse merken zoals HAG,  Fulgurex en Lemaco . Minder bekend zijn ESU uit Ulm, NME, LS Models, ACME models. LGB (ook uit Duitsland) levert modeltreinen op wat grotere schaal, 1:22,5 (IIm / G). Nederlandse fabrikanten zijn onder andere Philotrain, PB Models MKmodelbouwstudio, Phildie, THS, Kleinspoor en Artitec. Een Japans merk is Kato.
Op stoomgebied is er een aantal fabrikanten voor 45 mm-spoor, zoals Accucraft (USA), Aster (Japan), Regner (Duitsland), Roundhouse (UK) en Modelbouw Atelier Apeldoorn (Nederland) en als enige voor 00-spoor is Hornby (UK).
Ook zijn toebehoren verkrijgbaar, zoals huizen, stations, viaducten en andere gebouwen (meest als bouwpakket), materiaal voor wegen en verkeer (zelfs met rijdende auto's, zoals van het Car System van Faller), bruggen, verlichting, bergbouw, imitatiewater en dergelijke. Merken voor scenery zijn Alsacast, Auhagen, Busch, Faller, Kibri, Noch, Viessmann en Vollmer. Een aantal bedrijven is gespecialiseerd in het maken van modelauto's: Brekina, Herpa, Rietze en Wiking.

### Grootte en vorm van de modelbaan
De modelbaan kan zo groot zijn dat er een apart vertrek voor nodig is. Dat betreft dan meestal modelbanen in H0 en grotere schalen. In vele woningen is deze ruimte niet aanwezig. De fabrikanten hebben om deze reden de schaal N ontwikkeld. Märklin is nog een stap verder gegaan en heeft schaal Z op de markt gebracht. Er is ook nog spoor T met een spoorwijdte van 3 mm, tot op heden biedt alleen het Japanse merk T-gauge dit aan. Er zijn echter ook modelspoorbouwers die het een uitdaging vinden om te woekeren met de ruimte en ook in de grotere schalen (zeer) kleine modelbanen te bouwen waar toch nog interessante treinbewegingen mee kunnen worden uitgevoerd. Deze modelspoorbanen die soms passen in een schoenendoos of op een boekenplank worden micro lay-outs genoemd.
In de basis zijn modelbanen te onderscheiden in modelbanen op een plaat hout en op een frame. Een modelspoor op een plaat is aan de onderzijde niet open, meestal rechthoekig van vorm en is relatief snel te bouwen. Een modelbaan op een frame is complexer te bouwen, aan de onderzijde open en kan in allerlei vormen gemaakt worden. Vormen zijn de L-, U-, O- of E-vorm.

## Techniek
Begin 20e eeuw waren er modeltreinen te koop, die rechtstreeks (of door tussenschakeling van gloeilampen) op het elektriciteitsnet, dus zonder transformator, werden aangesloten. Daarna varieerde de rijspanning van ca. 4 tot 16 volt. Van een voornamelijk elektrisch mechanisch begin is de ontwikkeling in gang gezet naar gecompliceerde elektronische schakelingen.
Door moderne spuitgiettechnieken en betere kunststoffen zijn de modellen steeds gedetailleerder geworden. Verder zorgt een andere kijk op de aandrijving, met een motor met een of twee vliegwielen voor een rustiger loop. Bij draaistellocomotieven wordt de motor vaak in het midden geplaatst en worden de draaistellen via cardanassen aangedreven. Bij stoomlocomotieven wordt de motor met aandrijving veelal in de tender gemonteerd, waardoor de locomotief zelf niet meer wordt ontsierd door zichtbare tandwielen. Locomotieven en rijtuigen bezitten vaak een kortkoppelmechanisme met speciale kortkoppelingen, waardoor het mogelijk is "buffer-aan-buffer" te rijden.
Eind jaren tachtig kwam de digitale techniek erbij. Met deze digitale techniek staat er een constante wisselspanning op de baan, zowel 2-rail (H0 en N) als 3-rail (H0), met een spanning tussen de 18 en 24 volt. Voorheen waren de twee belangrijke elektrische systemen kenbaar: wisselstroom en gelijkstroom.
Sinds de jaren 1950 heeft de technische ontwikkeling van modeltreinen (oorspronkelijk speelgoedtreinen) plaatsgevonden op een aantal gebieden: stroomvoorziening, respect voor schaal en nauwkeurigheid van de modellen, kwaliteit van de motoraandrijving, verkorting van de koppelingen, verbetering van spoorstaven en wissels en ontwikkeling van besturingssystemen.

### Digitale besturing

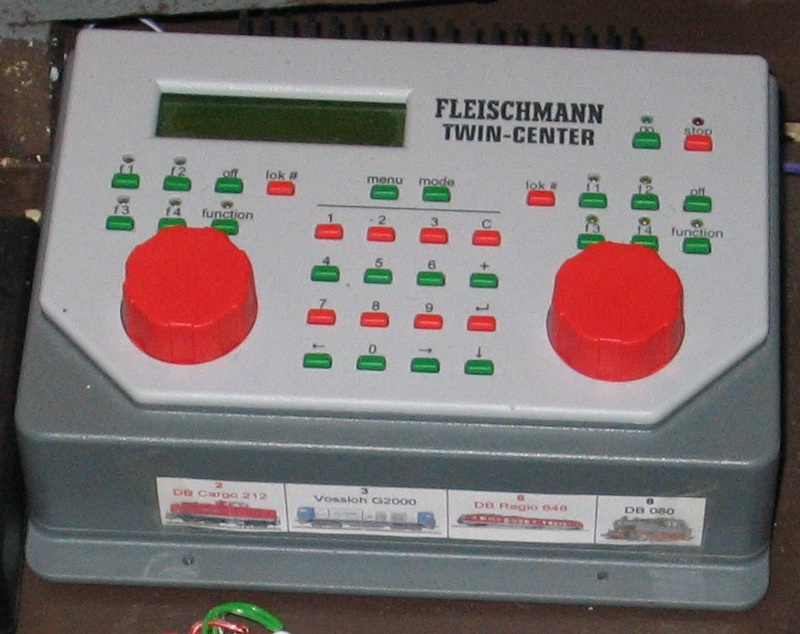
Stuurapparaat Twin-Center van Fleischmann voor de digitale modelbaan

De invoering van de digitale besturingssystemen maken een meertreinenbedrijf, al of niet computergestuurd, mogelijk. Door gebruik te maken van pulstechnieken en moderne motoren kunnen modeltreinen zeer werkelijkheidsgetrouw (dat betekent niet te snel) rijden. Daarnaast kunnen vele andere functies worden toegevoegd zoals geluiden en constante treinverlichting (onafhankelijk van de rijspanning).
Er zijn diverse systemen voor digitale modelbouw. Digital Command Control (DCC) is een norm gebruikt door het bedrijf Lenz en DCC is wereldwijd de meest verbreide standaard. Märklin heeft een eigen systeem ontwikkeld, namelijk Märklin Systems. Veel andere fabrikant-eigen systemen worden niet meer verkocht.
Een digitaal systeem bestaat altijd uit een digitale centrale waaraan velerlei modules gekoppeld kunnen worden, zoals wisseldecoders, terugmelddecoders en handregelaars. In de locomotieven zit een locdecoder die zijn opdrachten via de rails krijgt.
Ook kan een modeltrein via een computer bestuurd worden als deze wordt gekoppeld met de digitale centrale. Hiervoor is speciale besturingssoftware nodig.

### Spoorsystemen
Voor elke schaal zijn meerdere soorten railsystemen in de handel. De verschillen zitten met name in het verschil in de hoogte van de spoorstaaf. De normen voor de modelrails zijn vastgelegd in NEM-norm 120.
Er zijn twee manieren om een railsysteem aan te duiden: Profil en Code. De term Code wordt gevolgd door een getal dat de hoogte van de spoorstaaf aangeeft in duizendsten van een inch (1 inch = 25,4 mm). Bijvoorbeeld code 83 is 83/100 deel van 2,54 mm (= 0,1 inch). De hoogte van de spoorstaaf is 2,1082 mm. De term Profil wordt gevolgd door een getal dat het tienvoudige van de hoogte van de spoorstaaf in mm uitdrukt. Dus Profil 20 heeft een spoorstaaf met een hoogte van ongeveer 20/10 = 2 mm.

## Normen
Door het ontbreken van standaarden bij de modeltreinen in de jaren 50 gingen nationale modelspoorverenigingen vanaf 1954 samenwerken binnen het Verband der Modelleisenbahner und Eisenbahnfreunde Europas (MOROP). Het belangrijkste doel is het ontwikkelen en onderhouden van diverse normen om ervoor te zorgen dat materieel volgens dezelfde principes wordt geproduceerd en modelbanen volgens eenduidige principes worden gebouwd. Deze normen zijn vastgelegd in zogenaamde NEM-bladen (Normen Europäischer Modellbahnen). Zo is bijvoorbeeld in NEM 605 vastgelegd welke kleuren kabels op een modelspoor moeten hebben.

## Verkooppunten
Het karakter van de verkooppunten van nieuw en gebruikt materiaal is gewijzigd. Vroeger verkocht vrijwel elke speelgoedwinkel en warenhuisafdeling modeltreinen. Veel fysieke winkels zijn verdwenen en bestaan alleen nog als internetwinkel. 
Tegenwoordig zijn het vooral modelbouwspeciaalzaken die modeltreinen aanbieden. Daarnaast zijn er regelmatig ruilbeurzen waar modeltreinen vooral worden verkocht tegen lagere prijzen of waar modellen te koop zijn die niet meer leverbaar zijn, en dat laatste tegen behoorlijke bedragen, zeker als er sprake is van een "Sonderserie". Fabrikanten brengen soms locomotieven of wagens in een kleine oplage uit. Deze zijn daardoor zeldzaam en in de regel kostbaarder. Een voorbeeld hiervan zijn de bierwagens. Eenzelfde wagon is met tientallen verschillende logo's van biermerken uitgebracht. Slechts een enkeling kan ze alle bemachtigen.

## Populariteit
De hobby is erg populair geworden in de drie decennia na de Tweede Wereldoorlog, toen de prijzen sterk daalden, de vrije tijd groeide, de liefhebbers welgestelder werden en de belangstelling voor treinen nog groot was.
De hobby heeft zich meer in de richting van werkelijkheidsgetrouwe modelbouw ontwikkeld, terwijl het in de jaren 50 en 60 meer ging om de speelwaarde. De prijzen zijn sindsdien, met de kwaliteit, sterk gestegen.

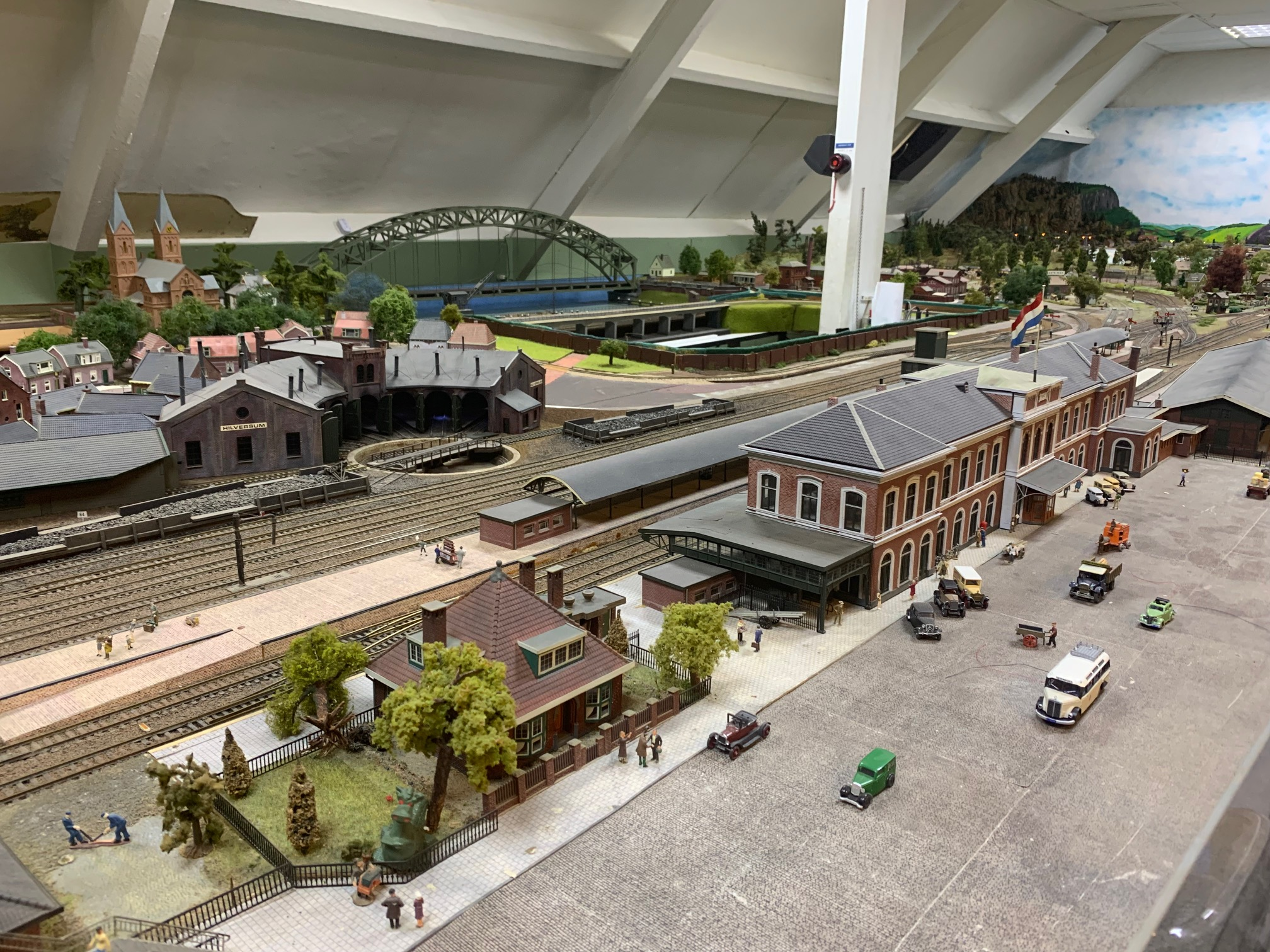
Modelspoorbaan Hilversum

Er bestaan nog steeds clubs van spoorwegmodelbouwers, die soms een gezamenlijke baan onderhouden, zoals in Amsterdam (de Amsterdamse Modelbouwersclub (AMC), sinds 1943, met nagebouwde delen van de stad, waaronder het Centraal Station) en in Hilversum waar de Modelbouwvereniging Hilversum o.a. het station Hilversum nagebouwd heeft zoals het was omstreeks 1935.De meesten vallen onder de Nederlandse Modelspoor Federatie (NMF).

### Tijdschriften
Op dit gebied bestaan diverse bladen, daarbij valt te denken onder andere aan het Duitse "MIBA" en het Nederlandse Railhobby en Rail Magazine en de niet meer bestaande Miniatuurbanen en het Spoorwegjournaal, alle met informatie over zowel het echte als het modelspoor. In België wordt het Modelspoormagazine uitgegeven, zowel in het Nederlands als in het Frans.

### Beurzen en exposities

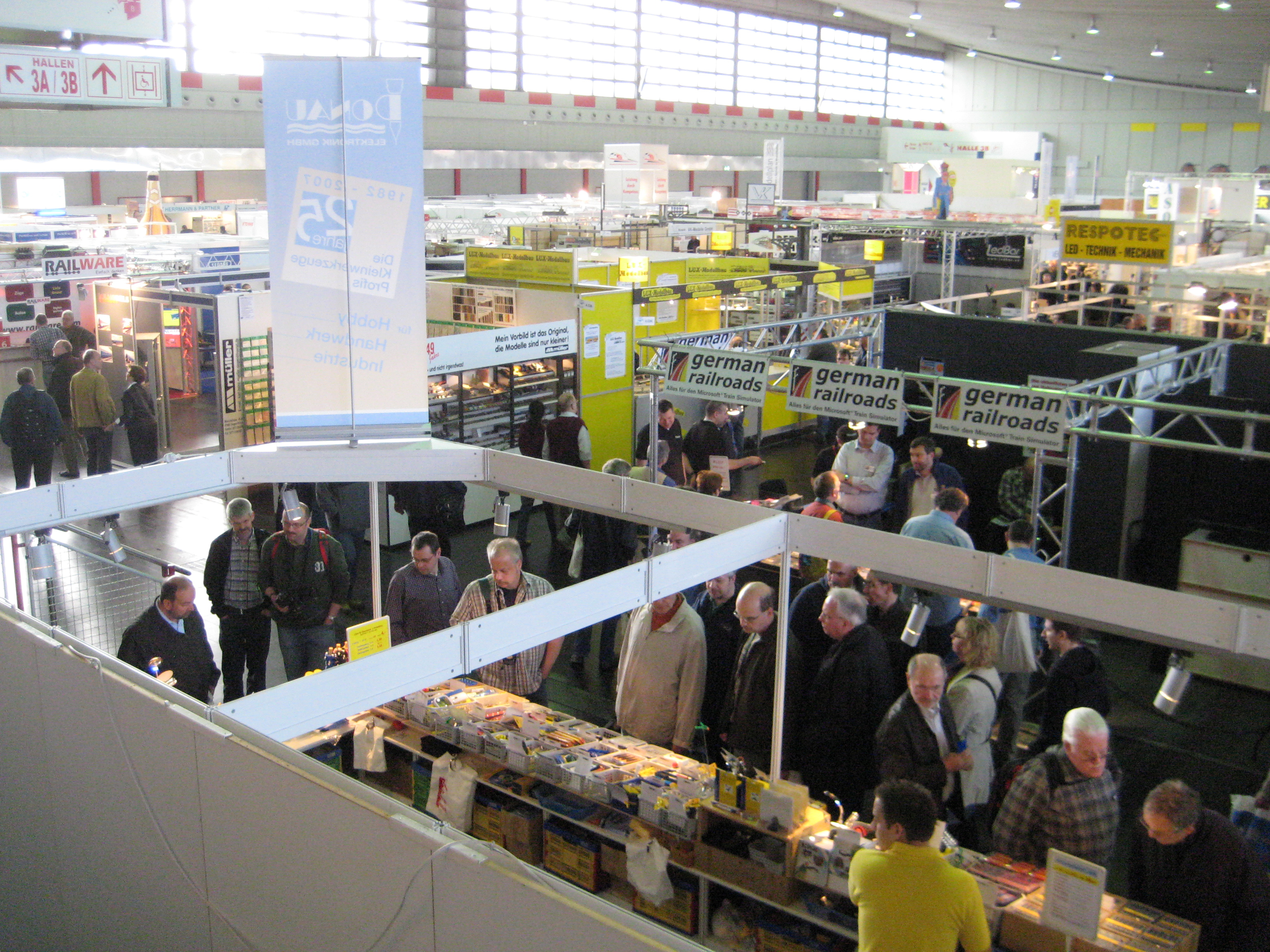
Grootste modelbeurs van Europa: Intermodellbau in Dortmund

Er worden diverse beurzen en evenementen met opstellingen van modelspoorbanen gehouden. In Nederland wordt Eurospoor elk jaar in oktober gehouden in Utrecht. Ook in Utrecht wordt ieder jaar On TraXS georganiseerd in het Spoorwegmuseum. Ook in Houten (Rail) worden meerdere keren per jaar grote beurzen gehouden. De grootste treinenbeurs van Europa is Intermodellbau die jaarlijks in Dortmund wordt gehouden. De grootste zakelijke beurs is de jaarlijkse Spielwarenmesse in Neurenberg, waar voor een aanzienlijk deel aandacht is voor modeltreinen. Ook het Verenigd Koninkrijk is voorzien van veel mooie modelspoorbeurzen, waar ook beurzen zijn met modelbanen in één schaal of onderwerp. Bijvoorbeeld in Guildford waar het thema spoor 0 is, en waar meer dan 100 handelaren zijn die gespecialiseerd zijn in deze schaal.
Daarnaast zijn er locaties zoals Miniworld Rotterdam waar het gehele jaar door een vaste baan te bezichtigen is. Ook in Nienoord, Leek en in het modelspoormuseum in Sneek zijn modelspoorbanen te zien.
In Schiedam is sinds een aantal jaren een modelspoorbaan te zien tijdens de Brandersfeesten.
Ook in de Efteling is een modelspoordiorama te zien waarin ooit treinen met een exotische Märklinstandaard reden. Deze standaard was in de handel al lang niet meer verkrijgbaar maar werd exclusief voor de Efteling door Märklin ondersteund. Later werd het diorama bereden met standaard H0 gelijkstroomlocomotieven en rails.
De modelspoorbaan van Madurodam op een schaal van 1 op 25 is met een lengte van circa vier kilometer de grootste modelbaan in Nederland. In het spoorwegnet liggen vier stations en negen bruggen. In de werkplaats ligt een opstelterrein met acht sporen. De baan is verdeeld in 33 blokken. Hierop kunnen twaalf treinen tegelijkertijd rijden.
De grootste modelspoorbaan ter wereld is die van Miniatur Wunderland in Hamburg.

## Video
- Bioscoopjournaal uit 1949. In Zeelst heeft een hobbyist in zijn tuin een compleet miniatuur spoorwegemplacement aangelegd waarop hij zelfgebouwde treinen laat rijden.

## Trivia
- De eerste 'modeltrein' werd rond 1835 gemaakt door de Amerikaanse smid Thomas Davenport. Deze, door een elektromotor aangedreven, trein reed z'n rondjes op een cirkelvormig railspoor van vier voet doorsnede. Zijn modeltrein bevindt zich tegenwoordig in het Smithsonian Institution te Washington D.C.
- Bekende Nederlandse modelspoorliefhebbers zijn de dirigent Daniël Wayenberg (H0), ex NOS journaal-lezer Joop van Zijl, detectiveschrijver Appie Baantjer, ex-staatssecretaris Wim Dik, ex-Deejay en later radiodirecteur Erik de Zwart (alle drie tuinspoor/LGB) en politicus Ed Nijpels, die een grote treinenverzameling heeft. De Zwart is ook verteller in de Nederlandse vertaling van een animatieserie over treinen; zie Thomas de stoomlocomotief.
- Internationaal bekende modelspoorliefhebbers zijn onder meer Rod Stewart[5], Phil Collins, Kevin Costner, Neil Young (tevens aandeelhouder van het Amerikaanse Lionel Trains), Roger Daltrey en John Entwistle (beiden van The Who), Tom Hanks, Elton John (LGB), Jay Leno, Frank Sinatra, Wendelin Wiedeking (topman bij Porsche) en Hermann Göring (Märklin).
- Willem Ruis bouwde in zijn televisieprogramma Sterrenshow in de jaren 1985-1986 een modelbaan op. Hij zong daarin ook het lied 'Sprinter' als ode aan dit treinstel dat enkele jaren eerder door Fleischmann op de markt was gebracht.